# The Fairest of Them All (album)
| Recensione | Giudizio |
| ---------- | -------- |
| AllMusic   |          |

The Fairest of Them All è il quinto album in studio della cantante statunitense Dolly Parton, pubblicato dalla RCA Victor Records il 2 febbraio del 1970.

## Tracce

### LP (1970, RCA Victor Records, LSP-4288)
Lato A (XPRS-2593)
Testi e musiche di Dolly Parton, eccetto dove indicato.
1. Daddy Come and Get Me – 2:59 (Dolly Parton, Dorothy Jo Hope) – Registrato il 31 ottobre 1969
2. Chas – 2:21 – Registrato il 30 ottobre 1969
3. When Possession Gets Too Strong – 2:02 (Dolly Parton, Louis Owens) – Registrato il 31 ottobre 1969
4. Before You Make Up Your Mind – 2:10 (Bill Owens) – Registrato il 31 ottobre 1969
5. I'm Doing This for Your Sake – 2:10 – Registrato il 10 settembre 1968
6. But You Loved Me Then – 1:57 – Registrato il 21 maggio 1969

Lato B (XPRS-2594)
Testi e musiche di Dolly Parton.
1. Just the Way I Am – 2:27 – Registrato il 31 ottobre 1969
2. More Than Their Share – 2:19 – Registrato il 31 ottobre 1969
3. Mammie – 3:08 – Registrato il 13 maggio 1969
4. Down from Dover – 3:42 – Registrato il 4 settembre 1969
5. Robert – 2:39 – Registrato il 4 settembre 1969

## Musicisti
Daddy Come and Get Me / When Possession Gets Too Strong / Before You Make Up Your Mind / Just the Way I Am / More Than Their Share
- Dolly Parton – voce
- Altri musicisti non accreditati

Chas
- Dolly Parton – voce
- Altri musicisti non accreditati

I'm Doing This for Your Sake
- Dolly Parton – voce
- Wayne Moss – chitarra
- Jerry Stembridge – chitarra
- George McCormick – chitarra ritmica
- Buck Trent – banjo elettrico
- Lloyd Green – chitarra steel
- Hargus Robbins – pianoforte
- Mack Magaha – fiddle
- Junior Huskey – basso
- Jerry Carrigan – batteria
- Dolores Edgin – cori
- June Page – cori
- Joseph Babcock – cori

But You Loved Me Then / Mammie / Down from Dover / Robert
- Dolly Parton – voce
- Altri musicisti non accreditati [3]

### Produzione
- Bob Ferguson – produzione
- Registrazioni effettuate al RCA's "Nashville Sound" Studio di Nashville, Tennessee
- Al Pachucki – ingegnere delle registrazioni
- Milton Henderson e Roy Shockley – tecnici delle registrazioni
- Bill Goodman – foto copertina album originale
- Judy H. Ogle – note retrocopertina album originale [4]

## Successo commerciale
Album
| Anno | Classifica         | Posizione massima |
| ---- | ------------------ | ----------------- |
| 1970 | Top Country Albums | 13                |

Singoli
| Anno | Titolo del brano      | Classifica        | Posizione massima |
| ---- | --------------------- | ----------------- | ----------------- |
| 1970 | Daddy Come and Get Me | Hot Country Songs | 40                |